# Casselia confertiflora
Casselia confertiflora là một loài thực vật có hoa trong họ Cỏ roi ngựa. Loài này được (Moldenke) Moldenke mô tả khoa học đầu tiên năm 1955.